# Соната Арктика
„Соната Арктика“ (на фински Sonata Arctica) е пауър/спийд метъл група (самите те се определят като мелодичен метъл), създадена в малкото градче Кеми, Финландия.

## История
Още в зараждането си през ранната 1996 година групата се подвизава под името Tricky Beans. От този период има издадени само три сингъла. Музикантите преживяват три години на постоянни промени – през 1997 има подмяна на състава и ново име – Tricky Means. През 1999 вече окончателно групата се утвърждава в света на метъл музиката като „Соната Арктика“.
Време на слава настъпва след издаването на албума „Ecliptica“ през 1999. Групата бива избрана измежду 30 други, за да замине на турне заедно с легендарните Stratovarius. 2000 година е не по-малко увенчана със слава за групата, въпреки напускането на един от членовете, Яне Кивилахти (Janne Kivilahti).
След толкова години групата вече свири по турнета из света и се радва на огромен интерес и хиляди фенове. „Соната Арктика“ имат зад себе си няколко албума и много сингли. През октомври 2004 година албумът „Silence“ става златен, тъй като от него са продадени над 15 000 копия. Златен във Финландия става и „Winterheart's Guild“ през декември 2006. Два месеца по-късно същия статус, отново във Финландия, получава и „Reckoning Night“, като копията, продадени от него се равняват на над 15 000.
Малко след излизането на първото DVD на групата, то влиза във финландските DVD чартове под номер 1. Лайв CD-то For the Sake of Revenge влиза едва под номер 26.
„Соната Арктика“ получават номинация за „най-добра група-новак“ в годишните награди Emma.

## Състав
Членовете на „Соната Арктика“:
- Тони Како, вокали – от 1996
- Елиас Вилианен, китара – от 2007
- Томи Портимо, барабани – основател
- Марко Паасикоски, бас китара – от 2000
- Хенрик Клингенберг, клавири – от 2003

### Бивши членове
- Яни Лииматайнен, китара; свири с групата до май 2007
- Мико Херкин, клавирни – до 2002

## Дискография

### Албуми
- Ecliptica (1999)
- Silence (2001)
- Songs of Silence – Live In Tokyo (2002)
- Winterheart's Guild (2003)
- Reckoning Night (2004)
- The End of this Chapter (Best of Sonata Arctica) (2005)
- For the Sake of Revenge (Live in Tokyo) (2006)
- Sonata Arctica - The Collection - 1999 - 2006 (2006)
- Unia (2007)
- Deliverance (2008)
- Days of Grays (2009)
- Stones Grow Her Name (2012)
- Pariah's Child (2014)
- Ecliptica: Revisited; 15th Anniversary Edition (2014)
- The Ninth Hour (2016)
- Talviyö (2019)
- Clear Cold Beyond (2024)

### EP
- Successor (2000)
- Orientation (2001)
- Takatalvi (2003)
- Don't Say a Word (2004)

### Сингли
- UnOpened (1999)
- Wolf & Raven (2001)
- Last Drop Falls (2001)
- Victoria's Secret (2002)
- Broken (2003)
- Don't Say a Word (2004)
- Shamandalie (2004)
- Replica 2006 (2006)
- Paid in Full (2007)
- Flag in the Ground (2009)
- The Last Amazing Grays (2009)
- I Have A Right (2012)
- Shitload of Money (2012)
- Alone in Heaven (2013)
- The Wolves Die Young (2014)

### DVD
- For the Sake of Revenge (Live in Tokyo) (2006)
- Live In Finland (Oulu, Finland) (11.11.2011)